# Уни (Хабаровский край)
Уни — село в Нанайском районе Хабаровского края. Входит в состав Арсеньевского сельского поселения.

## География
Село Уни — спутник села Арсеньево. Стоит на левом берегу реки Анюй, в нескольких километрах выше административного центра Арсеньевского сельского поселения.

## Население
| 2002 | 2010 | 2011 | 2012 | 2021 |
| ---- | ---- | ---- | ---- | ---- |
| 73   | ↗88  | →88  | →88  | ↘41  |